# Гросуляр

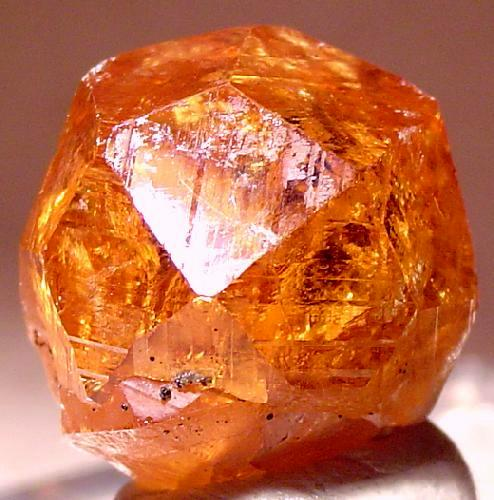
Гросулар

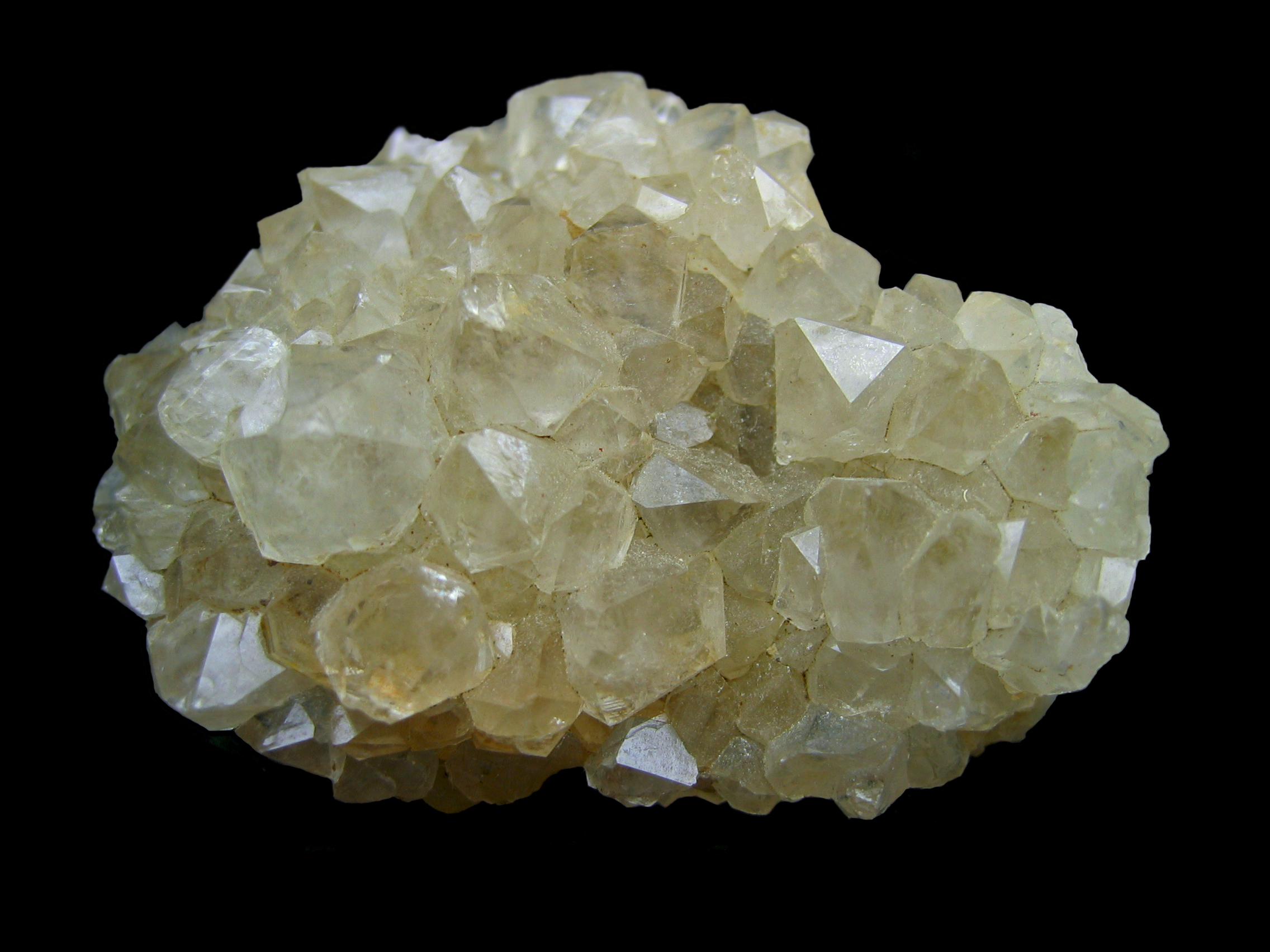
Гросулар

Гросуляр, або ґроссуляр — мінерал класу силікатів, кальцієво-алюмінієвий гранат уграндітового ряду.

## Етимологія та історія
Гроссуляр був названий у 1811 році німецьким геологом Авраамом Готтлобом Вернером на честь аґрусу (латинська назва якого ribes grossularia) через його часто зелений колір.

## Основні характеристики
Хімічна формула: Ca3Al2[SiO4]3. Містить (%): CaO — 37,15; Al2О3 — 24,19; SiO2 — 36,86. Сингонія кубічна. Густина 3,53-3,60. Твердість 6,5-7,5. Безбарвний або зеленкуватий. Блиск скляний. Злом нерівний. Прозорі, красиво забарвлені кристали гросуляр — дорогоцінні камені IV порядку. Найцінніший гросуляр — помаранчевий гесоніт з Шрі-Ланки, хромовий трав'яно-зелений гросуляр («пакистанський смарагд») з Пакистану і ванадієвий блакитно-зелений тсаворит з Танзанії і Кенії.
Асоціація: кальцит, доломіт, епідот, кліноцоїзит, воластоніт, скаполіт, везувіаніт,
діопсид, тремоліт, кварц.

## Різновиди
Розрізняють:

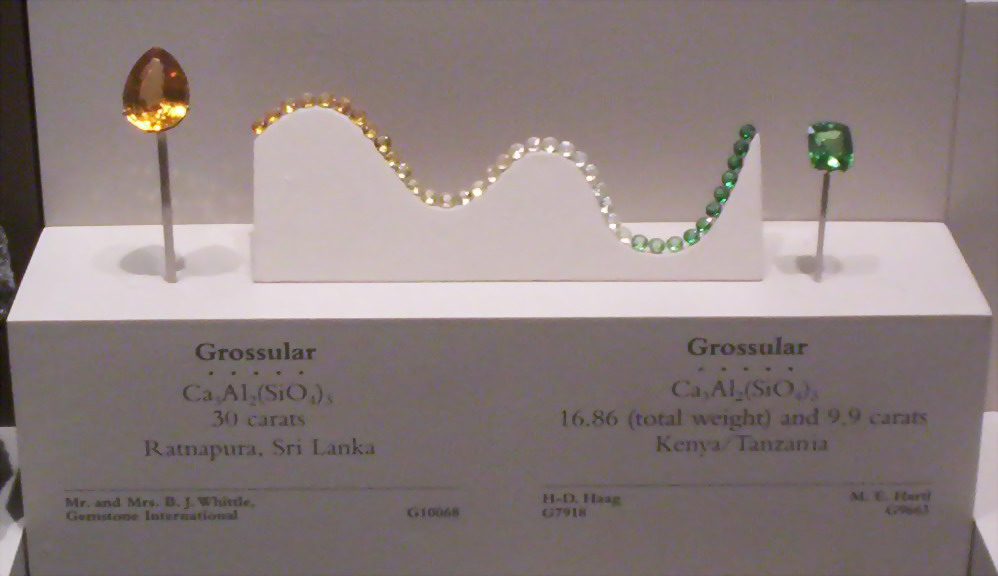
Кольорова палітра гросуляра. Національний музей природничої історії, Вашингтон

- ґросуляр-андрадит (алюмініїсто-залізистий мінеральний вид групи ґранатів — Ca3(Al, Fe)2[SiO4]3; склад і властивості змінюються від алюмініїстого до залізистого різновиду);
- ґросуляр ванадіїстий (відміна ґросуляру, яка містить понад 4 % V2O3); ґросуляр-спесартин (кальціїсто-марганцевистий мінеральний вид групи ґранату — (Ca, Mn)3Al2[SiO4]3; склад і властивості змінюються від кальціїстого до марганцевистого різновиду);
- ґросуляр-уваровіт (алюмініїсто-хромистий мінеральний вид групи ґранату — Ca3(Al, Cr)2[SiO4]3; склад і властивості змінюються від алюмініїстого до хромистого різновиду).

## Походження
Зустрічається в контактових вапняках, а також у сланцях, нефелінових сієнітах і деяких кислих вивержених породах.
Характерний для термічно та регіонально змінених вапняних порід. Продукт кальцієвого метасоматозу. Зустрічається іноді в порожнинах метаморфізованих базальтів.
Типовими супутниками гросуляра є діопсид, везувіан та хлорит. Ця досить однорідна асоціація мінералів становить масивну дрібнозернисту гірську породу кристалобластичної структури, іноді утворює практично мономінеральні породи (гросулярити). У світлі такий гросуляр часто виявляє помітне двозаломлення світло-сірих кольорів інтерференції. У перекристалізованих родингітах до перелічених вище мінералів приєднуються пізні карбонати.

## Поширення
У Росії гросуляр знайдений поблизу Чернишевська, в місці злиття річок Вілюй і Ахтарагда (Якутія). Він також залягає в долині Ала (П'ємонт, Італія), знайдений у Тіролі (Австрія), Окна-де-Ф'єр (Румунія), у Квебеку (Канада). В США його родовища є в штатах Мен, Вермонт, Каліфорнія, Вашингтон. Крім того, знайдений у Мексиці, Танзанії, Кенії.
В Україні трапляється в межах Українського щита.

## Застосування
Гросуляр — ювелірна сировина. В ювелірних виробах можна зустріти гросуляри різної якості, як правило, всі вони відносяться до напівдорогоцінного каміння. Якість обробленого мінералу визначається такими факторами: прозорість, блиск, якість та однорідність кольору. Дефекти, властиві обробленим мінералам: тьмяність, волокнистість, тріщини та порожнини, чорні плями.